# Eudorylas jacksoni
Eudorylas jacksoni är en tvåvingeart som beskrevs av Kapoor, Grewal och Sharma 1987. Eudorylas jacksoni ingår i släktet Eudorylas och familjen ögonflugor. Inga underarter finns listade i Catalogue of Life.